# Alekséievka (Kuràguino)
Alekséievka (en rus: Алексеевка) és un poble del krai de Krasnoiarsk, a Rússia, que en el cens del 2010 tenia 606 habitants. Pertany al districte de Kuràguino.